# Artists Rights Society
L’Artists Rights Society (ARS) est une organisation américaine fondée en 1987 qui effectue une veille sur le copyright et l'application des licences pour les artistes visuels sur le territoire américain. Membre de la Confédération internationale des sociétés d'auteurs et compositeurs, l'ARS veille aux États-Unis à l'application du droit intellectuel de plus de 122 000 artistes visuels (peintres, sculpteurs, photographes, architectes, etc.) et à la protection de leurs patrimoines (estates).